# Dysoxylum oliveri
Dysoxylum oliveri là một loài thực vật có hoa trong họ Meliaceae. Loài này được Brandis mô tả khoa học đầu tiên năm 1906.